# My Only Love Song
My Only Love Song (마이 온리 러브송?, Mai Onri LeobeusongLR) è una webserie sudcoreana pubblicata dal 9 giugno 2017 sul portale web Naver. A livello internazionale viene pubblicata lo stesso giorno della messa in onda originale sul servizio on demand Netflix.

## Trama
Soo-jung è una popolare stella del pop la quale ritiene che lo status e il denaro non facciano arrivare da nessuna parte. Accidentalmente cade in un portale temporale e finisce nel passato, dove incontra On Dal, un uomo che ama i soldi e fa di tutto per ottenerli, ma che ha il cuore tenero nei confronti dei deboli e degli impotenti, e dà a loro con generosità.

## Episodi
| N° | Titolo italiano                   | Prima TV originale/italiana |
| -- | --------------------------------- | --------------------------- |
| 1  | Sono la principessa Pyeong-gang   | 9 giugno 2017               |
| 2  | So chi sei                        | 9 giugno 2017               |
| 3  | Sono io, On Dal                   | 9 giugno 2017               |
| 4  | Hai raggiunto la tua destinazione | 9 giugno 2017               |
| 5  | Questo è il tuo destino           | 9 giugno 2017               |
| 6  | Sotto mentite spoglie             | 9 giugno 2017               |
| 7  | Prendi la mia mano                | 9 giugno 2017               |
| 8  | Si parte                          | 9 giugno 2017               |
| 9  | Cambio di rotta                   | 9 giugno 2017               |
| 10 | Nuova destinazione                | 9 giugno 2017               |
| 11 | Il gioco della verità             | 9 giugno 2017               |
| 12 | Non sparire                       | 9 giugno 2017               |
| 13 | Completamente stregato            | 9 giugno 2017               |
| 14 | Dove è...?                        | 9 giugno 2017               |
| 15 | On Dal, il generale               | 9 giugno 2017               |
| 16 | Muori per mano mio                | 9 giugno 2017               |
| 17 | La storia sta cambiando?          | 9 giugno 2017               |
| 18 | Obbedirò al tuo ordine            | 9 giugno 2017               |
| 19 | Arrivo a destinazione             | 9 giugno 2017               |
| 20 | My Only Love Song                 | 9 giugno 2017               |